# Suwama
Kohei Suwama (諏訪間 幸平 Suwama Kōhei?, nacido el 23 de noviembre de 1976) es un luchador profesional japonés más conocido simplemente como Suwama (諏訪魔). Es mejor conocido por su trabajo en All Japan Pro Wrestling, donde fue Campeón Peso Pesado de Triple Corona ocho ocasiones y siete veces Campeón Mundial en Parejas. También forma parte de la junta directiva de la promoción.

## Carrera de lucha libre profesional

### All Japan Pro Wrestling
Primeros días (2004-2006)
editar
Suwama fue descubierto y reclutado para All Japan Pro Wrestling (AJPW) por Hiroshi Hase, particularmente debido a su experiencia en lucha libre amateur. Se unió al dojo All Japan el 1 de marzo de 2004 y formó equipo con el presidente de la AJPW, Keiji Mutoh, al principio de su carrera, derrotando a muchos de sus mayores. En 2005, derrotó a Muto en el Champion Carnival 2005.

#### Voodoo Murders (2006-2008)
Suwama se alió con el grupo Voodoo Murders el 8 de enero de 2006, luego de una lucha por el Campeonato Peso Pesado de la Triple Corona entre Satoshi Kojima y el líder del grupo Taru. Al unirse al grupo, cambió oficialmente su nombre a Suwama, que se traduce como "espíritu maligno de Suwa".
Formó un equipo con RO'Z a principios de 2007, cuando los dos pusieron sus miras en los vacantes Campeonatos Mundiales en Parejas. Su búsqueda no tuvo éxito, ya que Toshiaki Kawada y Taiyō Kea los derrotaron en un combate decisivo por los cinturones vacantes el 17 de febrero de 2007. Suwama fue enviado por el grupo a Orlando, Florida, el 2 de julio de 2007, para asegurar al luchador de Total Nonstop Action Wrestling, Scott Steiner, para All Japan Pro Wrestling Love en Ryogoku, vol. 3 en Sumo Hall el 26 de agosto de 2007. Suwama había observado el combate de Steiner y poco después llegó a un acuerdo con Steiner para formar equipo con él y desafiar al equipo de The Great Muta y Tajiri. No tuvieron éxito en el desafío.
Durante el resto del año, Suwama compitió principalmente en combates de parejas de seis hombres con Taru y Satoshi Kojima (quien se unió al grupo en julio), pero también tuvo una breve pelea con el novato gaijin Joe Doering. Suwama formó equipo con Kojima en la World's Strongest Tag Determination League de 2008, donde derrotaron a Toshiaki Kawada y Kensuke Sasaki para llegar a la final, pero perdieron ante Keiji Mutoh y Joe Doering. Suwama y Kojima anotaron 10 puntos.

#### Carrera individual (2008-presente)
En el programa New Year's Shining Series de All Japan el 3 de enero de 2008, Suwama salvó a Keiji Muto y Joe Doering de un ataque posterior al combate contra grupo Voodoo Murders. Después de que Suwama se quitara la camiseta de Voodoo Murders, le estrechó la mano a Mutoh y señaló su regreso al All Japan Seikigun. El 1 de marzo de 2008, Suwama derrotó a Taru en Pro Wrestling Love en Ryogoku, vol. 4. Del 5 al 9 de abril, Suwama participó en el torneo anual Champion Carnival de All Japan, que finalmente ganó el 9 de abril al derrotar a la estrella de New Japan Pro-Wrestling (NJPW), Hiroshi Tanahashi, en la Final. Suwama terminó la fase de grupos del Carnival con 2 victorias, 1 derrota y 1 empate, lo que le valió 5 puntos.
El 29 de abril de 2008, Suwama derrotó a Kensuke Sasaki para ganar el Campeonato de la Triple Corona. Suwama defendió por primera vez la Triple Corona el 28 de junio de 2008, contra Osamu Nishimura, venciendo a Nishimura con el Last Ride. Suwama desafió a Taiyo Kea y Minoru Suzuki el 3 de agosto de 2008 por los Campeonatos Mundiales en Parejas formando equipo con Osamu Nishimura, pero no ganó los cinturones. La segunda defensa de la Triple Corona de Suwama fue el 31 de agosto de 2008 contra Taiyo Kea y llegó a un empate por límite de tiempo de 60 minutos. Suwama se unió a Ryuji Hijikata en el torneo All Asia Tag Team Championship del 2 al 3 de enero de 2009 para coronar a los nuevos Campeones en Parejas de Todo Asia. Suwama e Hijikata fueron eliminados en la primera ronda del torneo al perder ante Satoshi Kojima y Kai cuando Kojima usó un lazo sobre Hijikata. Suwama y Shuji Kondo derrotaron a Joe Doering y Zodiac el 1 de marzo de 2009, para convertirse en los contendientes número uno por los Campeonatos Mundiales en Parejas, pero no ganaron el campeonato ante Taiyō Kea y Minoru Suzuki. El 29 de agosto de 2010, Suwama derrotó a Minoru Suzuki para ganar el Campeonato de Peso Pesado de la Triple Corona por segunda vez. Perdería el título ante Jun Akiyama el 23 de octubre de 2011.

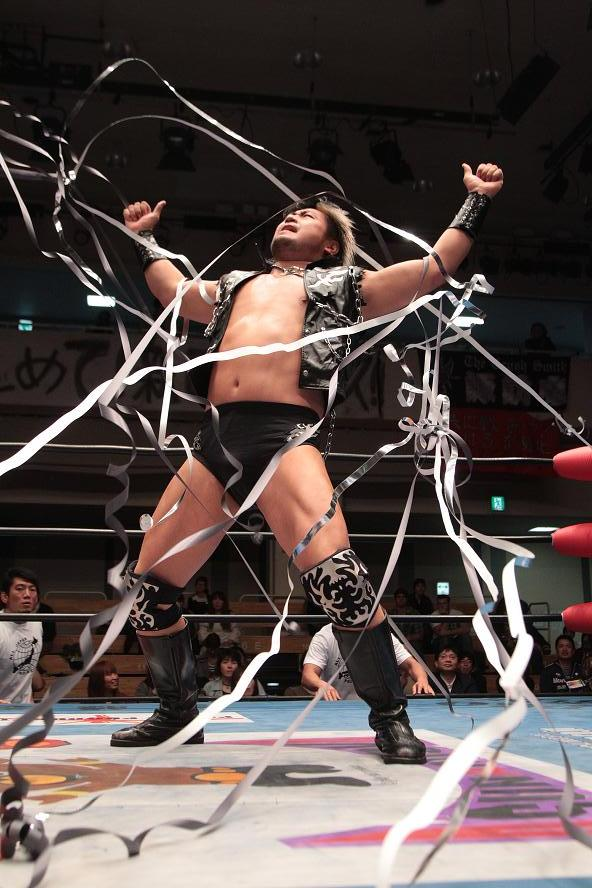
Suwama en 2011.

A finales de 2012, Suwama formó el equipo Last Revolution con Joe Doering, al que a principios de 2013 también se unieron Kaz Hayashi , Shuji Kondo y Yasufumi Nakanoue. El 17 de marzo, Suwama derrotó a Masakatsu Funaki para ganar el Campeonato de Peso Pesado de la Triple Corona por tercera vez. En junio, Joe Doering disolvió Last Revolution, cuando Kaz Hayashi y Shuji Kondo anunciaron su renuncia de All Japan luego de que Nobuo Shiraishi asumiera el cargo de nuevo presidente de All Japan y Keiji Mutoh dejara la promoción. Mientras que varios otros luchadores también abandonaron All Japan tras el cambio de dirección, Suwama surgió como uno de los primeros luchadores en mostrar públicamente su apoyo a Shiraishi, anunciando que permanecería en la promoción. En septiembre, Suwama volvió junto con Joe Doering, y los dos formaron un equipo llamado "Evolution". El 22 de octubre, Evolution derrotó a Burning (Go Shiozaki y Jun Akiyama) para ganar el Campeonato Mundial en Parejas, convirtiendo a Suwama en el primer "Campeón Quíntuple Corona" en 12 años. Sin embargo, sólo cinco días después, Suwama perdió el Campeonato de Peso Pesado de la Triple Corona ante Akebono. El 8 de diciembre, Evolution derrotó a Xceed (Go Shiozaki y Kento Miyahara) en la final para ganar la World's Strongest Tag Determination League 2013. El 16 de febrero de 2014, Hikaru Sato se unió a Suwama y Doering, convirtiendo a Evolution en un stable. El 28 de junio, Suwama y Doering perdieron el Campeonato Mundial en Parejas ante Wild Burning (Jun Akiyama y Takao Omori). Sin embargo, al día siguiente, Suwama derrotó a Omori para ganar el Campeonato de Peso Pesado de la Triple Corona por cuarta vez. Ese mismo día Suwama pasó a formar parte de la nueva junta directiva de All Japan. Más tarde también se le dio el título de "director general senior". El 27 de julio, Suwama perdió el Campeonato de Peso Pesado de la Triple Corona ante su compañero de Evolution, Joe Doering. En diciembre de 2015 Suwama renunció a su cargo de director general sénior. El 2 de enero de 2016, Suwama derrotó a Jun Akiyama para ganar el Campeonato de Peso Pesado de la Triple Corona por quinta vez. Sin embargo, Suwama fue despojado del título sólo diez días después tras sufrir una rotura del tendón de Aquiles.

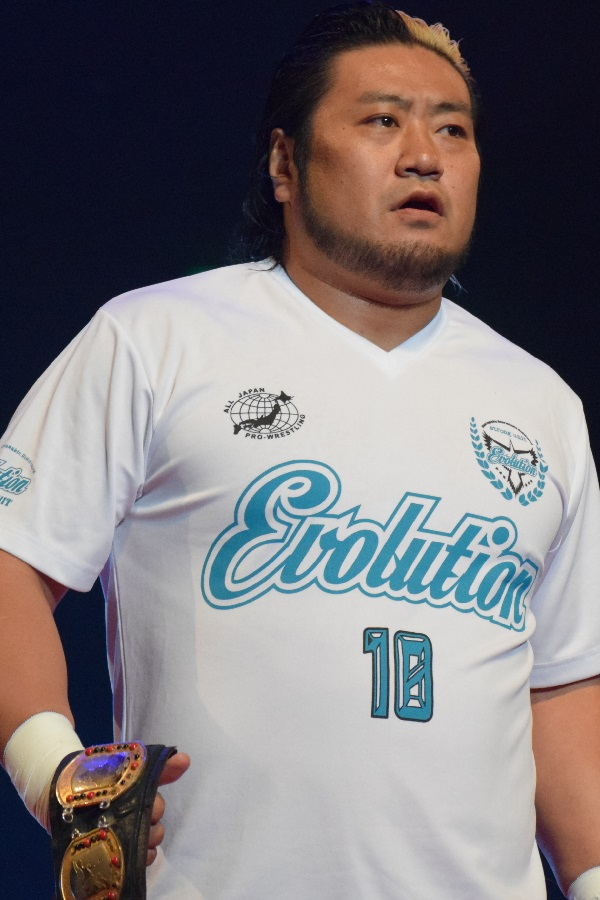
Suwama luce una camiseta con el logo de Evolution, la unidad que dirige desde 2012.

Suwama regresó al ring el 14 de julio de 2016. El 19 de septiembre, Suwama derrotó a Zeus en la final para ganar el Torneo Ōdō 2016. Suwama luego desafiaría sin éxito al campeón de peso pesado de la Triple Corona Kento Miyahara el 27 de noviembre. El 23 de septiembre de 2017, Suwama ganó su segundo Torneo Ōdō consecutivo. El 9 de octubre, Suwama derrotó a Miyahara para ganar la Triple Corona por sexta vez, un récord. Perdió el título ante Joe Doering el 21 de octubre. El 19 de noviembre, Suwama se alió con Shuji Ishikawa para ingresar a la World's Strongest Tag Determination League, que los dos ganaron al derrotar a Daichi Hashimoto y Hideyoshi Kamitani en la final. El 3 de enero de 2018, los dos ganaron el Campeonato Mundial en Parejas al derrotar a Wild Burning (Takao Omori y Jun Akiyama). Perdieron los cinturones ante Kento Miyahara y Yoshi Tatsu el 3 de febrero. Entre el 7 y el 30 de abril, Suwama participó en el Champion Carnival , ganando cuatro combates y perdiendo tres. No pudo llegar a la final, pero obtuvo una importante victoria contra el eventual ganador Naomichi Marufuji.

#### 2023-presente
El 16 de julio de 2023, en Summer Action Series, junto a Dan Tamura derrotaron a Zennichi Shin Jidai (Yuma Aoyagi & Atsuki Aoyagi) ganando los Campeonatos en Parejas Nacional Unido Peso Pesado de Tenryu Project.

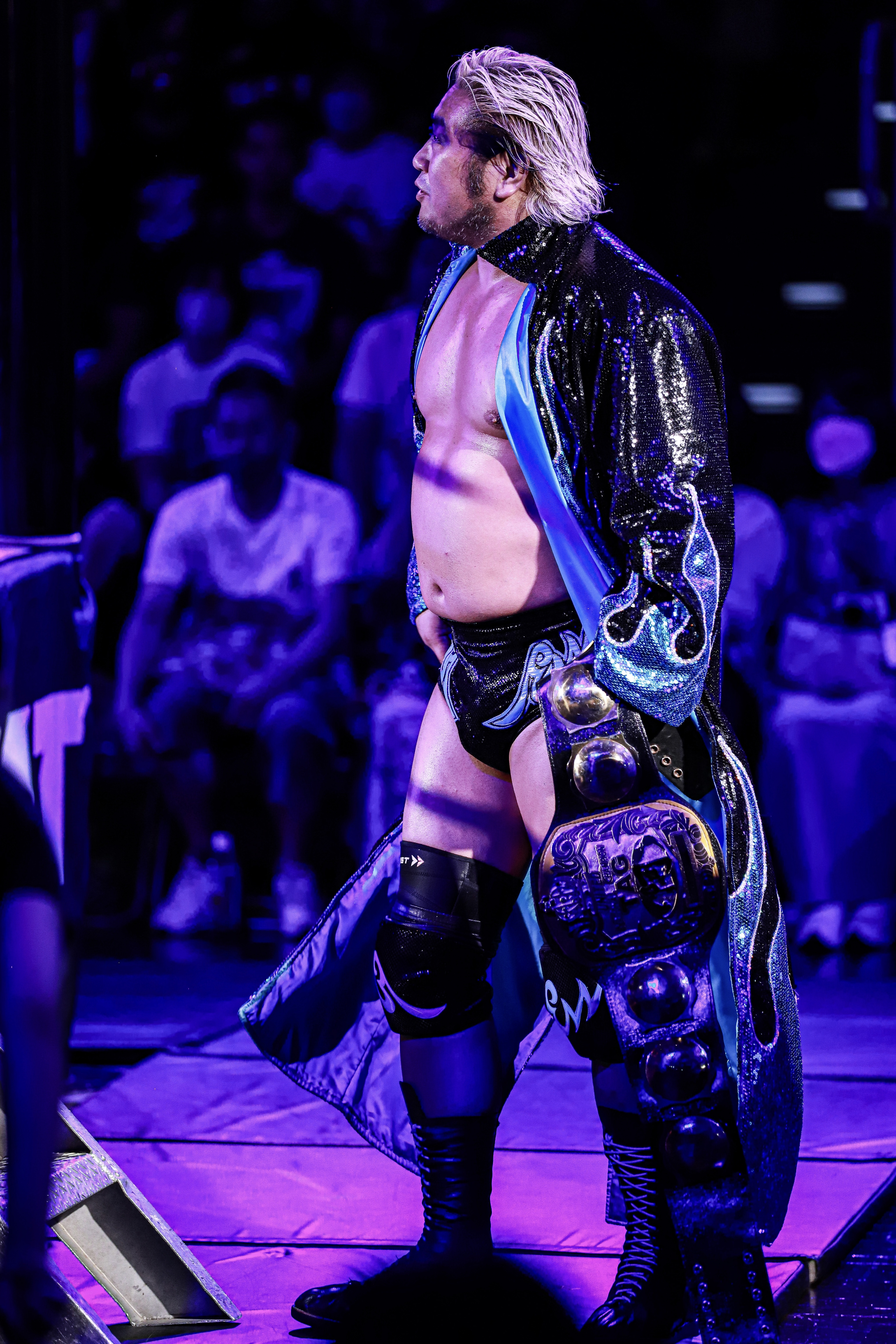
Suwama con el título en Parejas Nacional Unido Peso Pesado de Tenryu Project.

Lograron tener 3 defensas exitosas antes de perderlos el 19 de noviembre en Ryūkon Cup III: Live For Today ante Hideki Suzuki & Hikaru Sato, terminando con un reinado de 126 días.

## Campeonatos y logros
- All Japan Pro Wrestling

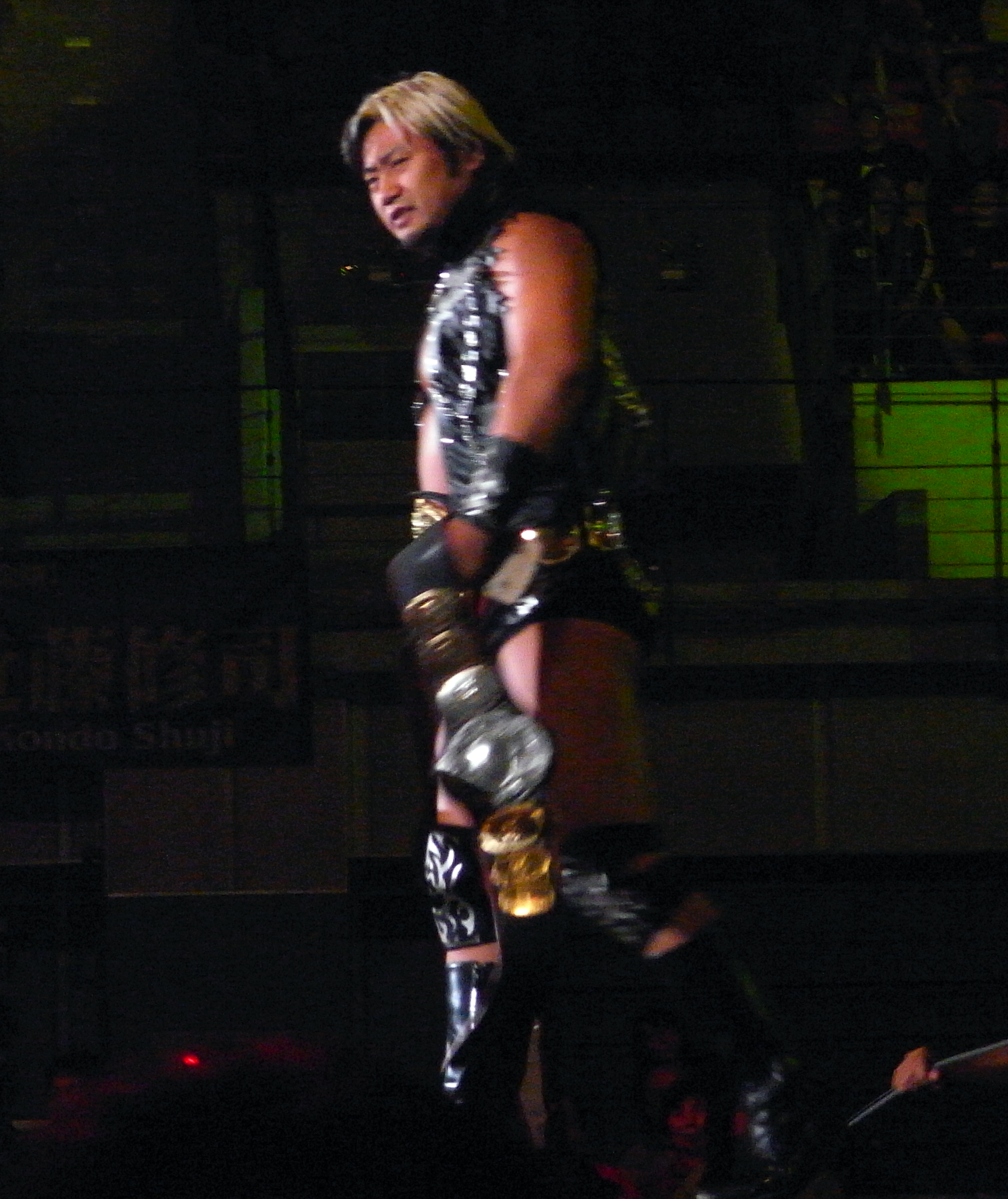
Suwama con el Campeonato Peso Pesado Triple Corona

  - Triple Crown Heavyweight Championship (8 veces)[1]
  - World Tag Team Championship (8 veces) – con Joe Doering (1),[8] Shuji Ishikawa (4), Shotaro Ashino (1), Kono (1), Hideki Suzuki (1)
  - AJPW TV Six-Man Tag Team Championship (1 vez) – con Mayumi Ozaki & Maya Yukihi
  - Champion Carnival (2008)[1]
  - January 2 Korakuen Hall Heavyweight Battle Royal (2005)[30]
  - Mika Kayama Cup (2010) – con Shuji Kondo[31]
  - Ōdō Tournament (2016, 2017, 2021)[22][24]
  - Taiwan Cup (2009)[32]
  - World's Strongest Tag Determination League (2013) – con Joe Doering[11]
  - World's Strongest Tag Determination League (2015) – con Kento Miyahara[33]
  - World's Strongest Tag Determination League (2017, 2019) – with Shuji Ishikawa[34]
- Nikkan Sports
  - Best Bout (2011) – vs. Jun Akiyama el 23 de octubre[35]
- Pro Wrestling Illustrated
  - Situado en el puesto No. 14 de los Mejores Luchadores Individuales en el PWI 500 del 2011[36]
- Tenryu Project
  - Tenryu Project United National Heavyweight Tag Team Championship (1 vez) – con Dan Tamura
  - Tenryu Project World 6-Man Tag Team Championship (1 time) – con Arashi & Tomohiro Ishii[37]
- Tokyo Sports
  - Outstanding Performance Award (2010)
  - Mejor Equipo del Año (2006) con Taru, Shuji Kondo, & "brother" Yasshi[38]
  - Equipo del Año (2017, 2018, 2019) con Shuji Ishikawa[39][40][41]